# ピレネー山脈 (月)
ピレネー山脈 は月の表側にある山脈である。南緯 15.6°、東経 41.2°、神酒の海の東側に位置しており、神酒の海と豊かの海とを隔てる境界となっている。全長は 164 km、高さはおよそ 2,200 m である。
ピレネー山脈の北端にはグーテンベルクがあり、その北西にグーテンベルク峡谷が走っている。ピレネー山脈の東側にはコロンボとマゼランがある。
フランスとスペインの国境沿いのピレネー山脈から名づけられている。